# Whitehouse (Texas)
Whitehouse és una població dels Estats Units a l'estat de Texas. Segons el cens del 2006 tenia 7.327 habitants.

## Demografia
Segons el cens del 2000, Whitehouse tenia 5.346 habitants, 1.819 habitatges, i 1.500 famílies. La densitat de població era de 546,1 habitants per km².
Dels 1.819 habitatges en un 50,4% hi vivien nens de menys de 18 anys, en un 66,2% hi vivien parelles casades, en un 13,5% dones solteres, i en un 17,5% no eren unitats familiars. En el 14,7% dels habitatges hi vivien persones soles el 5,3% de les quals corresponia a persones de 65 anys o més que vivien soles. El nombre mitjà de persones vivint en cada habitatge era de 2,88 i el nombre mitjà de persones que vivien en cada família era de 3,2.
Per edats la població es repartia de la següent manera: un 32,4% tenia menys de 18 anys, un 7,1% entre 18 i 24, un 33,1% entre 25 i 44, un 18,8% de 45 a 60 i un 8,5% 65 anys o més.
L'edat mediana era de 32 anys. Per cada 100 dones de 18 o més anys hi havia 84,6 homes.
La renda mediana per habitatge era de 46.804 $ i la renda mediana per família de 49.393 $. Els homes tenien una renda mediana de 36.891 $ mentre que les dones 22.334 $. La renda per capita de la població era de 17.489 $. Aproximadament el 6,7% de les famílies i el 8,6% de la població estaven per davall del llindar de pobresa.

## Poblacions més properes
El següent diagrama mostra les poblacions més properes.